# جرمی ریچاردسون
جرمی ریچاردسون (انگلیسی: Jeremy Richardson؛ زادهٔ ۱۱ فوریهٔ ۱۹۸۴) بازیکن بسکتبال اهل ایالات متحده آمریکا است. از باشگاه‌هایی که در آن بازی کرده‌است می‌توان به آتلانتا هاوکس، پورتلند تریل بلیزرز، ممفیس گریزلیز، و سن آنتونیو اسپرز اشاره کرد.